# Dynorfiner
 Der er for få eller ingen kildehenvisninger i denne artikel, hvilket er et problem. Du kan hjælpe ved at angive troværdige kilder til de påstande, som fremføres i artiklen.

Dynorfiner er en gruppe af endogene peptider fra klassen af opioide peptider.
Disse er opioider produceret af kroppen selv ud fra proteinforstadiet prodynorfin (proDyn). De spiller en vigtig rolle i opfattelsen af smerte. To andre familier af opioidpeptider er endorfinerne og enkefalinerne .